# Kyoji Kutsuna
Kyoji Kutsuna (忽那 喬司 Kutsuna Kyoji?), född 30 augusti 1997 i Ehime prefektur, är en japansk fotbollsspelare.
Kutsuna började sin karriär 2020 i Ehime FC.